# Patrick Gilmore
Patrick Gilmore (Edmonton, 1 juni 1976) is een Canadees acteur.

## Biografie
Gilmore studeerde af in Engelse literatuur aan de Universiteit van Alberta in zijn geboorteplaats Edmonton. 
Gilmore begon in 2001 met acteren in de televisieserie Mentors, waarna hij nog meerdere rollen speelde in televisieseries en films. Hij is onder andere bekend van zijn rol als dr. Dale Volker in de televisieserie Stargate Universe, waar hij in 39 afleveringen speelde (2009-2011). Voor deze rol werd hij in 2010 genomineerd voor een Leo Award. Voor zijn acteerwerk werd hij tweemaal meer genomineerd voor een Leo Award, in 2012 voor zijn rol in de film Sunflower Hour en in 2016 voor zijn rol in de film No Men Beyond This Point. 

## Filmografie

### Films
Uitgezonderd korte films.
- 2023 The More Love Grows - als Paul
- 2022 Sheltering Season - als Gabriel
- 2020 Endless - als Jenkins
- 2018 Scorched Earth - als sheriff Grubbs
- 2016 The Confirmation - als Roger
- 2016 Anything for Love - als Reggie
- 2015 Even Lambs Have Teeth - als Boris
- 2015 No Men Beyond This Point - als Andrew Myers
- 2014 The Color of Rain - als Red
- 2014 Barbie: The Pearl Princess - als Garth (stem)
- 2013 Words and Pictures - als politieagent
- 2013 12 Rounds 2: Reloaded - als technici
- 2012 The Horses of McBride - als Winston
- 2012 The Cabin in the Woods - als weerwolf Wrangler
- 2011 Deck the Halls - als C.B.
- 2011 Marilyn - als FBI agent
- 2011 Sunflower Hour - als Leslie Handover
- 2011 Normal - als George
- 2011 Recoil - als Kirby
- 2010 Messages Deleted - als Kanter
- 2010 16 Wishes - als Bob Jensen
- 2010 Dear Mr. Gacy - als Glen Phillips
- 2009 2012 - als communicatie officier
- 2009 Year of the Carnivore - als Todd
- 2009 What Goes Up - als Hank Pelzman
- 2009 Living Out Loud - als dronken karaoke man
- 2008 Shred - als Lennox
- 2008 Mail Order Bride - als Homesteader
- 2008 Every Second Counts - als Vet
- 2007 Trick 'r Treat - als Bud de cameraman
- 2007 Beneath - als Randy
- 2007 Lost in the Dark - als Mike Webb
- 2007 The Last Mimzy - als FBI taskforce agent
- 2006 Final Days of Planet Earth - als Spence
- 2005 Selling Innocence - als Karl
- 2005 Devour - als hulpsheriff
- 2004 The Love Crimes of Gillian Guess - als politieagent
- 2004 Family Sins - als Scott Mathers
- 2002 100 Days in the Jungle - als Skunk

### Televisieseries
Uitgezonderd eenmalige gastrollen.
- 2021-2024 Family Law - als Bryan Beasley - 4 afl.
- 2023 School Spirits - als mr. Anderson - 5 afl.
- 2019-2020 Jann - als Dave - 19 afl.
- 2016-2020 You Me Her - als Shaun - 37 afl.
- 2016-2018 Travelers - als David Mailer - 28 afl.
- 2014 Gracepoint - als Pete Lawson - 6 afl.
- 2012 Ring of Fire - als Todd - 2 afl.
- 2011 The Killing - als Tom Drexler - 4 afl.
- 2009-2011 Stargate Universe - als dr. Dale Volker - 39 afl.
- 2009-2010 SGU Stargate Universe Kino - als dr. Dale Volker - 4 afl.
- 2009-2010 Riese - als Trennan - 10 afl.
- 2009 Battlestar Galactica - als Rafferty - 2 afl.
- 2005-2007 Intelligence - als Roy - 10 afl.